# Бахар (серіал, 2024)
«Бахар» (тур. Bahar) — турецький медичний телесеріал 2024 рр. у жанрі драми, комедії та створений компанією MF Yapım. В головних ролях — Демет Евгар, Бугра Гюльсой, Мехмет Їлмаз Ак, Хатідже Аслан, Еджем Озкая. Перша серія вийшла в ефір 13 лютого 2024 р. Серіал має 2 сезони. Серіал є адаптацією південнокорейського серіалу «Доктор Ча» 2023 року.

## Сюжет
Бахар вже давно здобула диплом лікаря. Щоправда, кар'єра у неї так і не склалася. Дівчина була змушена залишити роботу. Тепер вона домогосподарка, яка піклується про близьких людей та родину. Звичайно ж, це певною мірою засмучує Бахар. Завдяки її підтримці її чоловік зумів досягти видатних висот у медицині. Тимур наразі є хірургом в великій клініці. Все круто змінюється, коли жінка дізнається про своє страшне захворювання. Єдиним, хто може допомогти в цій ситуації, стає лікар Еврен.

## Актори та персонажі
| Актор                 | Роль                 |
| --------------------- | -------------------- |
| Демет Евгар           | Бахар Озден Явузоглу |
| Бугра Гюльсой         | Еврен Ялкін          |
| Мехмет Їлмаз Ак       | Тимур Явузоглу       |
| Хатідже Аслан         | Невра Явузоглу       |
| Еджем Озкая           | Ренгін Чевік         |
| Еліт Андач Чам        | Чагла                |
| Демірхан Демірджіоглу | Азіз Урас Явузоглу   |
| Ніл Суде Албайрак     | Серен                |
| Аліса Сезен Север     | Умай Явузоглу        |
| Фюсун Демірел         | Гюльчічек Озден      |
| Хасан Шахінтюрк       | Реха                 |
| Уйгар Озчелік         | Селім Чевік          |
| Сонат Токуч           | Джандаш Коркмаз      |
| Єшим Челебі           | Бахар (молода)       |
| Ефе Халіл Урген       | Тимур (молодий)      |
| Еліф Тат              | Ренгін (молода)      |
| Пелін Карахан         | Севда                |

## Сезони
| Сезон | Епізоди | Епізоди | Оригінальний показ | Оригінальний показ | Оригінальний показ |
| Сезон | Епізоди | Епізоди | Перший показ       | Останній показ     | Мережа             |
| ----- | ------- | ------- | ------------------ | ------------------ | ------------------ |
| 1     | 16      | 16      | 13 лютого 2024     | 11 червня 2024     | Show TV            |
| 2     | 1       | 1       | 24 вересня 2024    | TBA                | Show TV            |

## Рейтинги серій
| Сезон 1 (2024) | Сезон 1 (2024)  | Сезон 1 (2024) | Сезон 1 (2024) | Сезон 2 (2024—2025) | Сезон 2 (2024—2025) | Сезон 2 (2024—2025) | Сезон 2 (2024—2025) |
| Серія          | Рейтинг (TOTAL) | Рейтинг (AB)   | Рейтинг (ABC1) | Серія               | Рейтинг (TOTAL)     | Рейтинг (AB)        | Рейтинг (ABC1)      |
| -------------- | --------------- | -------------- | -------------- | ------------------- | ------------------- | ------------------- | ------------------- |
| 1.             | 3,75            | 4,99           | 4,93           | 17.                 | 5,83                | 7,29                | 7,90                |
| 2.             | 7,56            | 9,00           | 9,53           |                     |                     |                     |                     |
| 3.             | 9,65            | 11,82          | 12,05          |                     |                     |                     |                     |
| 4.             | 9,32            | 12,54          | 13,36          |                     |                     |                     |                     |
| 5.             | 10,88           | 13,46          | 14,79          |                     |                     |                     |                     |
| 6.             | 11,35           | 14,18          | 14,66          |                     |                     |                     |                     |
| 7.             | 10,10           | 13,00          | 13,60          |                     |                     |                     |                     |
| 8.             | 10,10           | 12,58          | 13,30          |                     |                     |                     |                     |
| 9.             | 10,44           | 13,15          | 13,92          |                     |                     |                     |                     |
| 10.            | 10,59           | 14,10          | 13,89          |                     |                     |                     |                     |
| 11.            | 10,72           | 14,91          | 14,96          |                     |                     |                     |                     |
| 12.            | 10,05           | 12,41          | 13,42          |                     |                     |                     |                     |
| 13.            | 8,54            | 11,63          | 12,43          |                     |                     |                     |                     |
| 14.            | 8,41            | 11,12          | 12,21          |                     |                     |                     |                     |
| 15.            | 8,97            | 11,51          | 11,83          |                     |                     |                     |                     |
| 16.            | 7,47            | 8,96           | 9,09           |                     |                     |                     |                     |